# كريس دوفي
كريس دوفي (بالإنجليزية: Chris Duffy)‏ (24 يناير 1884 في المملكة المتحدة - 1971 في المملكة المتحدة) هو لاعب كرة قدم بريطاني (وحمل سابقاً جنسية المملكة المتحدة لبريطانيا العظمى وأيرلندا) في مركز الهجوم. لعب مع برادفورد سيتي وليستر سيتي ونادي برينتفورد ونادي بوري ونادي ميدلزبره ونيوكاسل يونايتد وJarrow F.C. ‏ وChester-le-Street Town F.C. ‏ ونادي  شيلدز الشمالية ‏.